# Macaúbas

Macaúbas este un oraș în statul Bahia (BA) din Brazilia.